# 비대칭 플레이어 대전
비대칭 플레이어 대전(영어: Asymmetrical player vs player, Asymmetrical PvP; APvP 혹은 영어: Asymmetrical multiplayer)은 게임의 장르 중 하나이며, 팀의 인원수를 불균형하게 맞추여 대전을 진행하는 규칙을 적용한 게임들을 지칭한다. 한국어에서는 이를 줄여 비대칭 PvP 라는 단어로도 불리기도 한다.

## 플레이
비대칭 플레이어 대전 장르 게임은 가장 기본적으로 두 가지 팀으로 나눠 게임을 시작한다. 그 중 한 팀은 수적으로 매우 소수이다. 그러나, 수적으로 소수인 팀의 캐릭터들은 수적으로 다수인 팀보다 훨씬 강한 힘을 가지고 있거나, 수적으로 다수인 팀이 대항할 수 없는 힘을 지닌 경우가 많다. 비대칭 플레이어 대전 게임들은 불균형을 해소시키기 위해 각 팀의 승리 조건을 여러 가지로 설계한다.

## 종류

### 적은 인원수의 팀 캐릭터들이 강한 게임
협동 게임에서 가장 많이 발견되는 형식의 게임플레이 종류이다. 2014년 발매된 게임 Depth에서는 인간 팀 4명과 상어 팀 2명으로 게임을 진행한다. 이때 서로의 팀은 서로를 섬멸시키는 것이 주 목적이 되는데, 인간 팀보다 상어 팀이 더 강한 상태로 시작하여 전투에서 승리하는 게임이다.

### 팀 전력이 유동적인 게임
게임이 시작되면 강한 팀플레이어가 약한 팀에 있는 플레이어를 압도하지만, 게임이 진행되면서 두 팀이 대등해지거나 전력이 바뀌는 게임이다.
처음에는 1인 팀인 '몬스터'가 매우 약하여 4명의 인원인 '헌터' 팀에게 질 수 밖에 없지만, 게임을 진행하면서 '몬스터'가 생물들을 잡아먹으며 진화하여 '헌터'팀과 대등해지거나 보다 훨씬 강해질 수 있는 게임 《evolve》가 대표적이다. 2022년 발매된 게임 《드래곤볼: 더 브레이커즈》에서는 1인 팀인 '레이더' 뿐 만 아니라 7인 팀인 '서바이버' 역시 강해져서 반격하여 승리할 수 있다.
《레프트 4 데드》와 같이 주로 좀비가 등장하는 게임에서 발견되기도 한다. 맨 처음 게임을 시작하면 좀비 역할을 맡은 사람은 생존자와 동등한 수로 시작하거나 한 명으로 시작한다. 그리고 좀비는 생존자 팀 보다 훨씬 약한 상태이지만, 생존자들을 한 명씩 죽일 때 마다 죽은 플레이어들은 좀비 팀에 편입되거나, 좀비 팀에서 더 강한 종류의 좀비로 플레이 할 수 있게 된다. 결국 최종적으로는 '좀비 1명 대 인간 9명'인 상황이더라도, 게임이 충분히 진행된 후에는 '좀비 9명 대 인간 1명'인 상황으로 역전시킬 수 있게 된다.

### 다인 팀에서 대항이 불가능한 게임
공포 장르의 게임, 서바이벌 호러 게임에서 주로 발견할 수 있는 게임 규칙이다. 1명의 추격자와 4명 이상의 도망자가 게임을 플레이한다. 도망자들은 추격자를 피해 게임 내 임무를 완수하여 탈출해야하며, 추격자에게 어떠한 저항이라도 할 수 없거나, 잠시 기절시키는 수준의 미미한 피해를 줄 수 밖에 없다. 2016년 《데드 바이 데이라이트》에 이어 《제5인격》, 《프롭나이트》 등의 게임들이 이와 같은 게임 규칙을 따르고 있다.

## 역사
술래잡기나 숨바꼭질과 같이, 한 명이 술래가 되어 다른 사람들을 찾거나 따라잡는 형식의 놀이는 오래 전부터 있었다. 오프라인으로 진행하며 확실하게 정립된 규칙을 가진 최초의 비대칭 플레이어 대전 게임은 마피아 게임으로 알려져 있는데, 1986년 디마 다비도프가 창안하였다.
보드 게임으로 발매된 최초의 비대칭 플레이어 대전 게임은 《Are you a Werewolf?》(1997년)라는 게임으로 알려져 있다. 7명에서 15명의 플레이어가 게임에 참가하고, 그 중 2명에서 3명이 늑대인간으로 배정이 되며, 오늘날의 마피아 게임을 최초로 보드게임 형식으로 만든 게임으로 알려져 있다.
비디오 게임 중 최초의 비대칭 플레이어 대전 《마리오 파티》(1998년)의 "1vs3 모드 미니게임" 에서 시작된 것으로 알려져 있다. 이후 PC 게임 중 《스타크래프트》의 유저 커스텀 맵 중 몇몇 커스텀 맵들이 비대칭 플레이어 대전 형식으로 짜여져 있었고 큰 인기를 끌기도 했다.
밸브 코퍼레이션의 《레프트 4 데드》(2008년) 역시 비대칭 플레이어 대전 게임에 속하기도 하지만, 게임을 시작했을 때 생존자와 좀비가 대등하게 시작하며 플레이어의 진영이 수시로 바뀌기 때문에, 완전히 정립되지는 않은 비대칭 플레이어 대전 규칙을 사용했다고 볼 수 있으나,
비대칭 플레이어 대전 장르 게임의 공식적 시작은 2014년 발매된 게임 《Depth》로 알려져 있다. 이후 2015년 발매된 게임 《Evolve》와 2016년 《데드 바이 데이라이트》의 흥행으로 인해, 기존의 완전 대칭형 플레이어 대전 장르와 같이 해당 장르가 인기를 끌게 되었다.
마피아 게임이나 《어몽 어스》와 같이 다수의 사람들 사이에서 추리를 통해 범인을 가려내는 게임들 역시 비대칭 플레이어 대전 게임에 속하지만, 추리 게임 장르로 분화되어 불린다.

## 게임 목록
| 제목                    | 발매년도 |
| ----------------------- | -------- |
| 레프트 4 데드           | 2008년   |
| Depth(en)               | 2014년   |
| evolve(en)              | 2015년   |
| 데드 바이 데이라이트    | 2016년   |
| 제5인격                 | 2018년   |
| 톰과 제리: 체이스       | 2020년   |
| 프롭나이트              | 2021년   |
| 드래곤볼: 더 브레이커즈 | 2022년   |